# 坂本係
『坂本係』（さかもとがかり）は、渡辺祥智の少女漫画作品。
白泉社の『LaLa』2003年3月号にて表紙&巻頭カラーで登場。3月号から5月号まで連載し、全3話完結。単行本は2015年に発売。

## あらすじ
幼なじみの美少女アオイにフラれ、彼女を断ち切るべく全寮制の男子高校・黒鳩学園に入学した沖田晴人。だが転入して早々、この学園の校則「パートナー制度」に戸惑う沖田。しかも、寮で同室となったパートナー・坂本天丸は、なんと幼なじみのアオイと瓜二つの美少年だった…!容貌は彼女にそっくり、けれど中身は動物的に常識を無視した、とんでもない性格の持ち主。エキセントリックな坂本とペアになってしまった“坂本係”沖田の、苦悩の寮生活が始まった…。

## 黒鳩学園 校則

### パートナー制度
黒鳩学園のシステム。生徒は常にペアを組んでいて互いの評価が互いに影響しあう。例えば、テストの点数は2人の合計点を2で割った数値がそのペアの成績となる。すなわち、「パートナーがアホだった場合、どんなに努力して満点を取っても相手が0点なら、2人で50点」ということである。

### 自炊制
寮の食堂利用料は先に1年分「食費」で支払われている。だが食費を払わない生徒たちは食堂を使えない。何らかの理由で食費を払わない生徒は、朝と夕方に開放される調理室で自炊することが出来る（ただし、食材は各自持ち込み。味噌やしょうゆなどの調味料や、鍋・食器などは自由に使ってよい）。「自炊制」で寮費が多少安くなる。

### 鳩試験
中間・期末試験とは別に月に1度実施される。これもペアの点数の合計点を2で割る。その後各ペアの生活点・学習点の合計点を競うランキングが発表される。各学年1位のペアは月間MVPとして表彰され、クルックー・オブ・ザ・マンスのバッヂがもらえる。ちなみにバッヂを3つ集めるとゴールド・クルックーの像と交換できる。（※メッキ）

### 『鳩掟』
これら全ての校則が記されている黒鳩学園のマニュアル。全生徒に配布されるが、その電話帳のようなぶ厚さにまともに読む者は少ない。表紙には間の抜けた鳩のイラストに「エンジョイ」という吹き出しが描かれている。

## 登場人物
沖田 晴人（おきた はると）
15歳。前任者のリタイアで「坂本係」に就任。10年以上想い続けたアオイと同じ赤鶴高校に入学すべく、猛勉強をして合格するも、彼の期待を裏切り、彼女は白鷺女子（女子校）に入学。挙げ句フラれたことから、彼女を断ち切るべく、全く入る気のなかった全寮制の男子校・黒鳩学園（高等部寮）に入学する。坂本が問題を起こすたび、ペア連帯責任で芹沢に減点されたり、坂本が他の生徒の食料を盗むなど、その請求が全て“坂本係”沖田に回ってくるため、常に金欠。さらには「（赤鶴に受かっていたのに急に私立に行くと言ったことや、妹の受験があるなどで）寮費を安くするため」食費を学園に振り込んでいなかった親のせいで、食堂を使えず、坂本のせいで金も無いため、食材を買って自炊することもできず、常に空腹……という悩み多き寮生活を送ることに。
坂本 天丸（さかもと てんまる）
美少年でありながら黒鳩学園の超問題児。カレーは「飲料」。沖田が転入してきて早々、勝手に漁った沖田の荷物からレトルトカレーを奪い、3階から飛び降りて逃走。そのカレーを飲んで、鼻にイモが上がり痛みに耐え切れず廊下に吐き出し大惨事……など、その行動は周囲を悩ませる。坂本は学園に食費を払っていないうえに食材を勝手に持っていく。そのため坂本・沖田は調理室での自炊を強いられるが、調味料「だけ」で作る危険極まりない料理を生み出す。
土方 アオイ（ひじかた あおい）
沖田家の隣人。才色兼備の美少女。沖田に「ゴメンっ。私ハル君をそういう目で見たことないわァ。ずっと友達でいようねぇー♪」と言って去っていった。
芹沢 千歳（せりざわ ちとせ）
黒鳩学園2年。高等部寮の監督生。点数を付けたり引いたりできる唯一の生徒であるため、食堂で下剤を盛られたり、爆弾をプレゼントされたりと、生徒たちに狙われる。遊矢のガードにより度々危険を回避する。しかし本人たちは「慣れている」らしく、あまり気にしていない。
近藤 遊矢（こんどう ゆうや）
芹沢をガードするパートナー。美形だが、行動や言動には外見とのギャップが大きい。芹沢を「せりりん」と呼ぶ。自ら進んで芹沢の身代わりになることが多く、爆発物を代わりに浴びたり、下剤を盛られた料理を代わりに食べ何時間も便器に座っていたり、芹沢の命令で逃走する坂本を追い、自らも3階から落ちたり、下剤を盛られて以来安全のため食堂で食事を取らなくなった芹沢のため、調理室で朝食を自炊したり……と、芹沢の面倒をみる。
都こんぶくん（仮）
本名は不明。可愛らしい容貌の少年。生徒たちの食料を強奪する坂本のせいで極貧の沖田に、2度も食料を分け与えてくれた天使のような少年。沖田と初めて出会った時に「よかったら、これ食べて。」と言ってくれたものが「都こんぶ」であった。

## 書誌情報
- 渡辺祥智 『坂本係』 白泉社〈花丸コミックス・プレミアム〉 2015年10月23日発売、ISBN 978-4-592-72074-4